# Ibuprofén
Az ibuprofén (INN: ibuprofen) nemszteroid gyulladásgátlószer (NSAID), propionsav-származék. Gyulladásgátló, fájdalomcsillapító és lázcsillapító hatása van. Ciklooxigenáz inhibitor (reverzibilis gátlószer). A VIII. Magyar Gyógyszerkönyvben Ibuprofenum    néven hivatalos.  
 Gyakori mellékhatása a reflux és a kiütések megjelenése. Habár más nem szteroid gyulladáscsökkentőhöz képest az ibuprofen kevesebb mellékhatást okoz, például az olyan mellékhatások esetében mint az emésztőrendszeri vérzések ugyanakkor az ibuprofen szedése is járhat súlyos mellékhatásokkal: főként nagyobb dózisok alkalmazása esetén növeli a szívinfarktus, a vese és a májkárosodás esélyét. Illetve az ibuprofen alkalmazása az asztmás tünetek rosszabbodását eredményezheti. De a nehézlégzés ibuprofen használatát követően nem csak asztma esetén jelentkezhet hanem például a gyógyszer okozta úgynevezett Akut légúti disztressz szindróma (ARDS) tüneteként is, amit nem csak az ibuprofen de a többi hasonló nemszteroid gyulladásgátlók is okozhatnak.

## Orvosi felhasználása
Az Ibuprofen-t főként lázcsillapítóként használatos illetve enyhe vagy annál némileg erősebb fájdalom csillapítására. Annak ellenére, hogy a korszerű orvosszakmai trendek szerint a lázzal járó fertőző betegségek esetén a lázat nem szükséges csillapítani ugyanis a láz elősegíti a gyógyulást, a gyógyszercégek továbbra is széles körben reklámozzák az olyan lázcsillapító hatású készítményeket mint például az ibuprofén.
Az ibuprofén használatos továbbá gyulladásos betegségek és artritisz-betegség esetén is.

## A Covid19 betegségre gyakorolt hatásával kapcsolatos ellentmondások
Franciaországban a Covid19-pandémia következtében, 2020 januárjától vénykötelessé tették az ibuprofen hatóanyagú szereket, miután a francia szakorvosi beszámolók szerint az ibuprofen szedése súlyosbította az új humán koronavírus okozta Covid19 betegségben szenvedő fiatalok állapotát.
„A gyulladáscsökkentők immunszuppresszív hatással rendelkeznek" - azaz csökkentik (visszafogják) az immunrendszer működését nyilatkozta Alexandre Bleibtreu, a párizsi Pitié-Salpêtrière kórház fertőző betegségekkel foglalkozó orvosa az ibuprofén, koronavírus-betegség esetén történő használata kapcsán a FranceInfo nevű francia hírforrásnak. Érvelése szerint ez okozza a betegség súlyosbodását.
Az a tény, hogy a gyulladáscsökkentők az immunrendszer működését is csökkentik, Dr Amir Khan szerint régóta ismert. Megjegyzi ugyanakkor, hogy ez a hatás egy egyszerű megfázás esetén nem okoz komplikációt, viszont Covid19 esetében a vírus legyőzéséhez az immunrendszer teljes kapacitáson történő működésére szükség lehet.
Olivier Véran francia egészségügyi miniszter nyilatkozatában ibuprofen helyett inkább a paracetamol hatóanyagú gyógyszerek használatát ajánlja a koronavírus-betegségben szenvedők esetében. A paracetamol ugyanis Bleibtreu érvelése szerint másmilyen hatásmechanizmussal fejti ki a hatását, mint az ibuprofen és ezért véleménye szerint szedése nem jár ugyanolyan mértékű kockázattal.
Vérán nyilatkozatától függetlenül körlevelekben és a közösségi médiában is megjelentek laikusok által terjesztett információk is, amelyek közül kiemelkedő két eset, amelyről különféle sajtótermékekben beszámoltak: a WhatsApp különféle közösségi média hálózatain keresztül számos felhasználónak elküldött (egy perc és 41 másodperc időtartamú) hangüzenetben, egy ismeretlen nő hangja hallható, aki állítólag a Bécsi Orvostudományi Egyetem egy klinikáján dolgozó barátnőjétől azt az információt kapta, hogy azon betegeknél különösen súlyos lefolyásúvá válik a SARS-CoV-2 okozta fertőzés, akiknek ibuprofénnel próbálják enyhíteni a lázat vagy izomfájdalmat. Majd egy lánclevél is terjedni kezdett, amelyben valaki azt állította, hogy létezik egy Bécsben végezett kutatás, amely azt vizsgálta, hogy miért gyakori a súlyos állapottal járó új típusú koronavírus okozta fertőzés Olaszországban. Az email állítása szerint arra az eredményre jutottak, hogy a betegek állapot rosszabbodásához hozzájárulhatott, hogy ezek a kórházba szállított fertőzésgyanús betegek a beszállítást megelőzően otthon a patikában vény nélkül elérhető ibuprofénnnel kezelték magukat. Mindemellett a kör email állítása szerint kémcsőben ibuprofénnel kezelt koronavírus mintában az ibuprofen a vírus szaporodásának felgyorsulását eredményezte. Ezeket az információkat számos német nyelvű újságcikk az ismeretlen nő személyes véleményének, tudományos alapokat nélkülöző álhírnek és pletykának minősítette, miután a bécsi Uniklinik szóvivője hivatalos nyilatkozatban cáfolta, hogy a klinika saját kutatási eredményekkel rendelkezne a témában, másrészt orvos szakértői véleményüket is kifejtve a témában kétségesnek tartották, hogy az ibuprofen bármilyen módon képes volna felgyorsítani a vírus szaporodását. Igaz ugyan, hogy egy kísérlet során 2011-ben Weng és munkatársai megfigyelték, hogy fertőzés esetén az ibuprofen állapotrosszabbodást, lágyszöveti elhalást és nagyobb halálozási arányt idézett elő azon kísérletalanyok esetében amelyek kaptak ibuprofent, a kontrolcsoport adataihoz képest, melynek alanyai nem kaptak ibuprofent. Ugyanakkor e kísérlet során egyrészt a kórokozó nem koronavírus volt, hanem a Streptococcus pyogenes, másrészt állatkísérletről volt szó, amelynek eredményeit nem lehet egy az egyben az emberekre vonatkoztatni.
Az – ibuprofénnel kapcsolatos – laikusok által terjesztett, álhírnek minősített információkat néhány szakértő főként azért tartja károsnak, mert úgy vélik, hogy az ibuprofénnak esetlegesen lehet haszna a Covid19 betegségben szenvedők kezelése során, habár erre egyelőre nincs bizonyíték. A kérdésre, hogy a klinikai kezelés alatt álló, a SARS-CoV-2 fertőzésben, és annak komplikációitól szenvedő betegeket kell-e NSAID-okkal kezelni, FitzGerald a Science folyóiratban megjelent írásában leközöltek alapján a válasz: nem! Ugyanis nincs bizonyíték arra, hogy az ibuprofén alkalmazásának – az ilyen állapotban lévő betegek esetében – bármilyen haszna volna. Annak ellenére, hogy új vírustörzs lévén a szakirodalom kevés információt tartalmaz az ibuprofen Covid19-megbetegedés során történő alkalmazásával kapcsolatban, esetleírások már rendelkezésre állnak. Például Wei és munkatársainak 2019-ben publikált cikke beszámolt egy esetről, amelyben egy 62 éves, SARS-CoV-2 vírussal fertőzött férfinak tizenkét óránként többek között 600 mg ibuprofént is adtak. Majd a kezelés megkezdését követően állapota rosszabbodott és a diagnózis regisztrálását követő tizenkettedik napon elhunyt, koronavírus okozta tüdőgyulladásban.
Habár egyedi esetek és megfigyelések léteznek, mindazonáltal a brit közegészségügyi hivatal nyilatkozata szerint „jelenleg nincs leközölt tudományos bizonyíték arra vonatkozóan, hogy az ibuprofén növeli a Covid19-fertőzés elkapásának esélyét, vagy súlyosabbá teszi a megbetegedést. Ahogy arra sincs megfelelően egyértelmű bizonyíték, hogy az ibuprofén egyéb légzőszervi betegségeket súlyosabbá tenne.” És bár a Covid19 esetében még nincsen elég publikált kutatási eredmény a gyakran enyhe „megfázásos” tünetekkel járó felsőlégúti megbetegedések esetén (amelyeket sok esetben a hagyományos koronavírusos fertőzések okoznak) már léteznek olyan kutatási eredmények amelyek aggodalomra adnak okot az ibuprofen használatával kapcsolatosan. Például egy 2013-ban végzett 889 résztvevős klinikai próba során Little és munkatársai a köhögés és felsőlégúti megbetegedések esetén a háziorvos által felírt gyógyszerek és a betegek állapotának alakulása közötti kapcsolatot vizsgálta. A kutatók azt találták, hogy azok akik számára ibuprofent írtak fel a gyógyszer adagolást követően gyakrabban fordult elő a betegség súlyosbodása vagy az egyéb komplikációk kialakulása, a paracetamollal kezelt betegek állapotromlásának előfordulási gyakoriságához viszonyítva. Egy másik, 2017-ben publikált, Basille és munkatársai által végzett, 2 éven át tartó vizsgálat eredményei szerint amelyben 221 beteg adatait dolgozták fel, arra az eredményre jutottak, hogy a nem szteroid gyulladáscsökkentők bizonyos esetekben a szerzett (közösségi fertőződés által kiváltott) tüdőgyulladásban szenvedő fiatal betegek esetén állapot-rosszabbodást idézhetnek elő illetve alkalmazásuk a tüdőgyulladáshoz kapcsolódó komplikációk gyakoribb előfordulását eredményezhetik. De 2007-ben Schereiber és munkatársa beszámoltak egy esetről, amely során azt tapasztalták, hogy az Ibuprofen önmagában is képes tüdőödémát kiváltani olyan egyén esetében is akinek nincsen felsőlégúti megbetegedése: egy 38-éves nőbeteg esetében műtétet megelőzően Ibuprofent adagoltak, amely valamilyen ismeretlen oknál fogva tüdőödémát váltott ki a betegnél, majd a gyógyszer elhagyását követően panaszai és tünetei elmúltak, ezt követően amikor a beteg bizonyos okokból (családtagok javaslatára) otthon újra Ibuprofent szedett, tünetei újra megjelentek, majd az újbóli gyógyszerelhagyást követően tüdőpanaszai ismét megszűntek.
Jean-Louis Montastruc, a toulousei Központi Egyetemi Kórház klinikai farmakológia professzora az ügy kapcsán azt nyilatkozta, hogy a nem szteroid gyulladáscsökkentők ilyen káros hatása nem meglepő annak fényében, hogy Franciaországban a Nemzeti Gyógyszerbiztonsági Ügynökség a francia egészségügyi dolgozók számára már 2019 óta azt javasolja, hogy ne kezeljenek lázat vagy fertőzéseket az ibuprofennel.
Magyarországon az Országos Gyógyszerészeti és Élelmezés-egészségügyi Intézetet közleménye és javaslata szintén megerősítette a tényt, hogy ugyan jelenleg nincs tudományos bizonyíték arra, hogy összefüggés állna fenn az ibuprofen és a Covid19 súlyosbodása között, de véleményük szerint mielőbb vizsgálni kell a lehetséges kapcsolatot. Ugyanakkor a nyilatkozatban megerősítették a franciaországi hírek valóságalapját, és tudományos megalapozottságát is, amely szerint „Az EMA Farmakovigilanciai Kockázatértékelő Bizottsága (PRAC) 2019 májusában elkezdte a nem szteroid gyulladáscsökkentő ibuprofen és a ketoprofen felülvizsgálatát a francia gyógyszerhatóság (ANSM) tanulmányát követően, amely szerint ezek a gyógyszerek súlyosbíthatják a bárányhimlő (varicella) és egyes bakteriális fertőzések tüneteit. Ezért Számos NSAID készítmény kísérőirata már tartalmazz a figyelmeztetést, hogy gyulladáscsökkentő hatásuk elfedheti a súlyosbodó fertőzés tüneteit.” Továbbá felhívja a figyelmet a nemzetközi példák különféle ajánlásai és irányelvei kapcsán, hogy „Az Európai Unióban ezek többsége a paracetamolt ajánlja elsőként láz vagy fájdalom csillapítására.” Egy az Index.hu-nak nyilatkozó, névtelenségét kérő gyógyszerész az ibuprofennel kapcsolatban az ibuprofénnel kapcsolatos óvatosságot, valamint a paracetamol használatát javasolta ibuprofén helyett. Balázs Zsuzsanna a Qubit.hu újságírója szerint a paracetamol használatával azonban vigyázni kell, mert kicsiny a különbség a terápiás és a toxikus mennyiség között. A maximális napi dózis 4 ezer milligram.

### Szerveskémiai vonatkozások
A vírusnak nincs saját metabolizmusa. Mivel csak egy RNS óriásmolekulából áll, amely körül egy fehérjeburok van, ezért a fertőzést okozó SARS-CoV-2 humán koronavírus semmilyen módon nem tud reakcióba lépni egy gyógyszer szerves molekulájával.

## Védjegyzett nevű készítmények
- Advil
- Algoflex
- Brufen
- Deep Relief gél
- Dolgit
- Dolowill
- Ibumax
- Ibustar
- Melfen
- Nurofen
- Panactiv
- Rapidophen
- Spedifen